# Yvonne Maggie
Yvonne Maggie de Leers Costa Ribeiro (Rio de Janeiro, 3 de setembro de 1944) é uma antropóloga e escritora brasileira. Professora emérita da Universidade Federal do Rio de Janeiro, foi considerada pela revista Época um dos cem brasileiros mais influentes do ano de 2009. Paralelamente à carreira, é autora do blog «A vida como ela parece ser», do site G1, da Globo.com.

## Biografia
Nascida na cidade do Rio de Janeiro, em 1944, filha do físico brasileiro  Joaquim da Costa Ribeiro, cofundador do CNPq, e da artista plástica francesa Jacqueline de Leers. É a sétima dos dez filhos do casal. Sua mãe morreu no décimo parto, em 1956, e quando suas irmãs mais velhas se casaram, Yvonne ficou responsável por cuidar dos irmãos mais novos. Morava em Copacabana e estudou no Sacré-Coeur de Marie e no Colégio Santa Úrsula. Seu pai foi uma grande influência para despertar seu gosto pela ciência.
Ingressou no curso de Ciências Sociais da Universidade Federal do Rio de Janeiro (UFRJ) em 1964. Especializou-se em Antropologia urbana e das sociedades complexas (1971-1972) na Universidade do Texas, nos Estados Unidos. Em 1974, também pela UFRJ, defendeu sua dissertação de mestrado Guerra de Orixá: Um Estudo de Ritual e Conflito, elaborada sob a orientação do professor Roberto DaMatta; em 1988, obteve o doutorado, pela mesma universidade, com a tese Medo do Feitiço: Relações Entre Magia e Poder no Brasil, orientada pelo professor Peter Fry.
Tem experiência na área de Antropologia, com ênfase em Antropologia das Populações Afro-brasileiras, atuando principalmente nos seguintes temas: religião, relações raciais, ação afirmativa e educação.
Pesquisadora do CNPq, desde 1977, foi bolsista do programa Cientista do Nosso Estado, da  FAPERJ, entre 2008 e 2014. 
É membro da Academia Brasileira de Ciências, desde 2017.

## Prêmios e honrarias
Foi agraciada com os prêmios Érico Vannucci Mendes (1992) e Arquivo Nacional de Pesquisa, do Ministério da Justiça (1991). Em 2007, recebeu o Troféu Caboclo, da Assembleia Legislativa do Amazonas e da Associação dos Caboclos da Amazôni. 
Desde 2008, é comendadora da Ordem Nacional do Mérito Científico.

## Escritos
- Divisões perigosas: políticas raciais no Brasil contemporâneo. Rio de Janeiro: Civilização Brasileira, 2007. ISBN 978-85-200-0790-7 (com  Peter Fry, Marcos Chor Maio, Simone Monteiro e Ricardo Ventura Santos).
- Raça como retórica: a construção da diferença (com Claudia Rezende). Rio de Janeiro: Civilização Brasileira, 2002. ISBN 978-8520005323
- Medo do feitiço: relações entre magia e poder no Brasil. Rio de Janeiro: Arquivo Nacional, 1992. ISBN 978-8570090119
- Guerra de orixá: um estudo de ritual e conflito. Rio de Janeiro: Zahar, 1975, 1977 e 2001. ISBN 9788571106116